# 475 av. J.-C.
Cette page concerne l'année 475 av. J.-C. du calendrier julien proleptique.

## Événements
- 3 juillet : début à Rome du consulat de Publius Valerius Puplicola et Caius Nautius Rutilus (ou Rufus)[1].
  - Victoire de Rome sur les Sabins[1].

- Cimon, fils de Miltiade, chasse les Perses de Thrace au nom de la Ligue de Délos. Il s’empare de Skyros, d’où il ramène les cendres de Thésée[2]. Il chasse de cette île les pirates dolope et remplace la population réduite en esclavage par une clérouquie athénienne. Puis il passe en Eubée où il contraint Carystos à adhérer à la Ligue de Délos contre sa volonté[3].

- Hiéron de Syracuse oblige les habitants de Naxos et de Catane, détruites par une éruption volcanique, à émigrer à Léontinoi, tandis que Catane, sous le nom d’Aetna, est repeuplée par 5 000 Péloponnésiens et 5 000 Syracusains[4].

- Début de règne de Kōshō, cinquième empereur légendaire du Japon. Il règnera pendant 78 ans[5].